# Пейчев Дмитро Петрович
Дмитро Петрович Пейчев (болг. Димитър Пейчев; рум. Dimitrie Peicev; 19 травня 1943, село Бургуджі (Кілійський жудець, Губернаторство Бессарабія) — 18 грудня 2023) — молдовський художник і болгарський поет.

## Біографія
Народився в 1943 році в болгарській сім'ї в буджацькому селі Бургуджі.
У 1970 році закінчив Кишинівське художнє училище ім. Іллі Рєпіна, а в 1975 році Московський поліграфічний інститут, відділення книжкової графіки.
Книга віршів «Повернення» (Завръщане) була видана у Велико-Тирново в Болгарії в 2004 році, а в наступному році там же виданий збірник віршів «Сяючі спогади» (И светят спомените).
У 2011 році був виданий збірник віршів «Спитайте вітра» (Питайте вятъра), теж у Велико-Тирново, вид. ДАР. РХ.

## Сім'я
Дружина Дитра Петровича Пейчева — художниця і мистецтвознавець Тамара Михайлівна Греку-Пейчева (нар. 1944), дочка відомих молдовських художників Михайла Михайла Григоровича і Фіри Львівни Греку.

## Нагороди
- Лауреат ордена «Meritul Civil» Республіки Молдова (1996).